# Humbertium covidum
Humbertium covidum là một loài giun dẹp ăn thịt sống trên cạn, được tìm thấy ở Pháp và Ý.

## Miêu tả
Humbertium covidum là một loài giun dẹp đầu búa có kích thước nhỏ, dài khoảng 20–30 mm. Lưng của nó chỉ mang màu đen kim loại, không có sọc hoặc trang trí. Chiếc đầu có dạng hình quả thận. Bề mặt bụng có màu xám nhạt – nâu xám với đế màu nhạt hơn.

## Tên gọi và phân loại
Những người phát hiện loài này đã viết: "Tên gọi cụ thể covidum đã được chọn để bày tỏ lòng kính trọng đối với vô số thương vong trên toàn thế giới do đại dịch COVID-19. Ngoài ra, phần lớn nghiên cứu này được hoàn thành trong thời gian phong tỏa."
Ban đầu nó được nhắc đến với cái tên Diversibipalium "đen" vào năm 2018, khi các nhà nghiên cứu về giun dẹp đầu búa chỉ có sẵn một số mẫu vật và không thể hoàn thành nghiên cứu giải phẫu. Vào thời điểm đó, loài này được thuộc chi Diversibipalium, một nhóm bao gồm các loài có cấu tạo hệ sinh sản chưa được biết đến và không được đặt tên bằng tiếng Latinh. Nó chính thức được mô tả là một loài mới vào năm 2022 khi có nhiều mẫu vật hơn (chủ yếu từ Ý) và chuyển sang chi Humbertium trên cơ sở giải phẫu hệ sinh sản. Nghiên cứu cũng bao gồm sự so sánh với một số loài giun dẹp trên cạn thuộc phân họ Bipaliinae, bao gồm việc mô tả và so sánh bộ gen ty thể hoàn chỉnh ở một số loài.

## Phân bố và nguồn gốc
Humbertium covidum được mô tả từ các mẫu vật thu thập tại hai địa phương trong Pyrénées-Atlantiques, một tỉnh ở góc tây nam nước Pháp, và một địa phương ở Veneto, phía đông bắc nước Ý. Nó cũng có thể được ghi lại (dưới danh pháp đồng nghĩa Diversibipalium "đen") gần Roma, Ý.
Nguồn gốc của loài này vẫn chưa được biết rõ, nhưng các tác giả của nghiên cứu đã viết rằng đây "có thể là một loài đến từ châu Á và một loài ngoại lai ở châu Âu". Một số ghi chép về các mẫu vật giống H. covidum đã được tìm thấy trong tài liệu ở Trung Quốc, miền đông nước Nga và Nhật Bản, nhưng chúng không thể được xác định một cách chắc chắn khi không có mẫu vật và thông tin phân tử.

## Quan hệ di truyền và phát sinh loài
Bộ gen ty thể của mẫu vật Humbertium covidum ở Ý có hình tròn, dài 15.540 cặp base và chứa 12 gen mã hóa protein, hai gen ARN ribosom và 21 gen ARN chuyển hóa. Gen ND3 được tìm thấy với mã hóa dừng sớm. Các mẫu vật của Pháp có đặc điểm tương tự nhưng dài 15.989 cặp base. Một nghiên cứu so sánh về gen của Cytochrome c oxidase, được sử dụng rộng rãi để mã vạch DNA, phát hiện ra rằng mẫu vật từ Pháp và Ý khác nhau 2,58%, một khoảng cách tương thích với sự khác biệt trong chủng loại.